# Нижнє Абсалямово
Нижнє Абсаля́мово (рос. Нижнее Абсалямово, башк. Түбәнге Әбсәләм) — присілок у складі Дуванського району Башкортостану, Росія. Входить до складу Арієвської сільської ради.
Населення — 13 осіб (2010; 3 у 2002).
Національний склад:
- башкири — 100 %